# إم-61 فولكان
إم-61 فولكان (بالإنجليزية: M61 Vulcan)‏ هو مدفع رشاش هيدروليكي من صنع شركة جنرال إلكتريك الأمريكية، المدفع من عيار 20 ملم وهو ذو ستة سبطانات، دخل الخدمة في عام 1959.